# Валстаня
Валста̀ня (на италиански и на венециански: Valstagna) е село в Северна Италия, община Валбрента, провинция Виченца, регион Венето. Разположено е на 157 m надморска височина.